# Oscar de Somville
Oscar Charles De Somville, belgijski veslač, * 19. avgust 1876, † 30. avgust 1938.
De Somville je za Belgijo nastopil na Poletnih olimpijskih igrah 1900 v Parizu in na Poletnih olimpijskih igrah 1908 v Londonu.
Leta 1900 je kot član osmerca kluba Royal Club Nautique de Gand osvojil srebrno medaljo.
Kot član belgijskega osmerca je srebrno medaljo osvojil tudi na igrah leta 1908 v Londonu.